# الی کوک
اَلی کوک (انگلیسی: Ali Cook؛ زادهٔ ۲۶ آوریل ۱۹۷۵) بازیگر و کمدین اهل بریتانیا است.
از فیلم‌ها یا برنامه‌های تلویزیونی که وی در آن نقش داشته‌است، می‌توان به کجکی، آقای سلفریج، قتل‌های ای.بی.سی.، صحرا و پیام‌رسان اشاره کرد.